# غريتل بيرجمان
غريتل بيرجمان (بالألمانية: Gretel Bergmann؛ بالإنجليزية: Gretel Bergmann) هي منافسة ألعاب القوى ألمانية وأمريكية، ولدت في 12 أبريل 1914 في لاوبهايم في ألمانيا، وتوفيت في 25 يوليو 2017 في كوينز في الولايات المتحدة.

## روابط خارجية
- غريتل بيرجمان على موقع أوليمبيديا (الإنجليزية)